# Новоекатериновка (Крым)
Новоекатери́новка (до 1948 года нас. пункт совхоза Большевик, по некоторым источникам село ранее называлось Менджаби; укр. Новокатеринівка, крымскотат. Novoyekaterinovka, Новоекатериновка) — село в Красногвардейском районе Крыма, входит в состав Зерновского сельского поселения (согласно административно-территориальному делению Украины — Зерновского сельского совета Автономной Республики Крым).

## Население
| 2001 | 2014 |
| ---- | ---- |
| 350  | ↘207 |

Всеукраинская перепись 2001 года показала следующее распределение по носителям языка
| Язык             | Процент |
| ---------------- | ------- |
| крымскотатарский | 42      |
| русский          | 41.71   |
| украинский       | 14      |
| другие           | 0.86    |

### Динамика численности
| - 1900 год — 0 чел. - 1915 год — 20/33 чел. - 1926 год — 43 чел. - 1989 год — 332 чел. | - 2001 год — 350 чел. - 2009 год — 318 чел. - 2014 год — 207 чел. |

## Современное состояние
На 2017 год в Новоекатериновке числится 4 улицы и 1 переулок; на 2009 год, по данным сельсовета, село занимало площадь 30,8 гектара на которой, в 86 дворах, проживало 318 человек. В селе действуют сельский клуб, Новоекатериновка связана автобусным сообщением с райцентром и соседними населёнными пунктами.

## География
Новоекатериновка — село в степном Крыму, в восточной части Красногвардейского района, у границы с Нижнегорским районом, высота центра села над уровнем моря — 61 м. Соседние сёла: Зерновое в 5 км на юго-запад и Кукурузное Нижнегорского района в 8 км на восток. Расстояние до райцентра — около 33 километров (по шоссе), там же ближайшая железнодорожная станция — Урожайная. Транспортное сообщение осуществляется по региональной автодороге 35Н-258 Красногвардейское — Новоекатериновка, длиной 32 км (по украинской классификации — С-0-10648).

## История
Впервые в доступных источниках поселение встречается в «…Памятной книжке Таврической губернии на 1900 год» как немецкий хутор Екатериновка некоего Бирнбаума в Табулдинской волости Симферопольского уезда без постоянного населения. По Статистическому справочнику Таврической губернии. Ч.II-я. Статистический очерк, выпуск шестой Симферопольский уезд, 1915 год, на хуторе Ново-Екатериновка Табулдинской волости Симферопольского уезда числилось 5 дворов с болгарским населением в количестве 20 человек приписных жителей и 33 — «посторонних». На карте Стрельбицкого 1920 года селение обозначено, как Ново-Екатериновка (на карте Крымского Статистического Управления 1922 года — уже Екатериновка).
После установления в Крыму Советской власти и учреждения 18 октября 1921 года Крымской АССР, в составе Феодосийского уезда был образован Сейтлерский район, в состав которого включили село. В 1922 году уезды получили название округов. 11 октября 1923 года, согласно постановлению ВЦИК, в административное деление Крымской АССР были внесены изменения, в результате которых был ликвидирован Сейтлерский район и село включили в состав Феодосийского. Согласно Списку населённых пунктов Крымской АССР по Всесоюзной переписи 17 декабря 1926 года, в хуторе Екатериновка, Новосельевского сельсовета Феодосийского района, числилось 8 дворов, все крестьянские, население составляло 43 человека, из них 34 русских, 6 немцев и 2 украинца. Население на хутор начало прибывать после создания в нём в довоенные годы отделения совхоза «Большевик». Постановлением Президиума КрымЦИКа «Об образовании новой административной территориальной сети Крымской АССР» от 26 января 1935 года был создан немецкий национальный (лишённый статуса национального постановлением Оргбюро ЦК КПСС от 20 февраля 1939 года) Тельманский район (с 14 декабря 1944 года — Красногвардейский) и село включили в его состав.
После освобождения Крыма от фашистов, 12 августа 1944 года было принято постановление № ГОКО-6372с «О переселении колхозников в районы Крыма» по которому в район из областей Украины и России переселялись семьи колхозников, а в начале 1950-х годов последовала вторая волна переселенцев из различных областей Украины. С 25 июня 1946 года селение в составе Крымской области РСФСР. Указом Президиума Верховного Совета РСФСР от 18 мая 1948 года населённый пункт совхоза «Большевик» переименовали в Ново-Екатериновку. 26 апреля 1954 года Крымская область была передана из состава РСФСР в состав УССР. Время включения в Ровновский сельсовет пока не установлено: на 15 июня 1960 года село уже числилось в его составе. В 1976 году создан Зерновский сельсовет, в который вошло село По данным переписи 1989 года в селе проживало 332 человека. С 12 февраля 1991 года село в восстановленной Крымской АССР, 26 февраля 1992 года переименованной в Автономную Республику Крым. С 21 марта 2014 года в составе Крыма аннексирована Россией.